# Hecmanville
Hecmanville ist eine französische Gemeinde mit 197 Einwohnern (Stand 1. Januar 2022) im Département Eure in der Region Normandie.

## Geografie
Hecmanville liegt in Nordfrankreich am Ostrand der Landschaft Lieuvin, 52 Kilometer südöstlich von Le Havre, 11 Kilometer nordöstlich von Bernay, dem Sitz der Unterpräfektur des Arrondissements, und 4,3 Kilometer südwestlich von Brionne, dem Hauptort des Kantons auf einer mittleren Höhe von 148 Metern über dem Meeresspiegel. Die Mairie steht auf einer Höhe von 150 Metern. Nachbargemeinden von Hecmanville sind Berthouville im Nordwesten, Saint-Cyr-de-Salerne im Norden, Franqueville im Osten, Aclou im Südosten und Boisney im Süden. Das Gemeindegebiet hat eine Fläche von 299 Hektar. Die Weiler Le Moutier, La Chaussée und Le Quesney gehören zur Gemeinde.
Die Gemeinde ist einer Klimazone des Typs Cfb (nach Köppen und Geiger) zugeordnet: Warmgemäßigtes Regenklima (C), vollfeucht (f), wärmster Monat unter 22 °C, mindestens vier Monate über 10 °C (b). Es herrscht Seeklima mit gemäßigtem Sommer.

## Geschichte
Hecmanville beziehungsweise der Weiler Le Quesney lag in gallo-römischer Zeit (52 v. Chr. bis 486 n. Chr.) an einer Römerstraße, die Brionne (Breviodurum) mit Dreux (Durocasses) verband. Der Weiler La Chaussée wurde sogar nach der Römerstraße benannt. Bei einer Ausgrabung wurden Spuren von Besiedlung in gallo-römischer Zeit entdeckt. Man fand einen gallo-römischen Tempel (Fanum) und Tongefäße. Das Fanum wurde wahrscheinlich während der Herrschaft von Tiberius erbaut. Die Tongefäße stammen aus der ersten Hälfte des 1. Jahrhunderts. Der sakrale Bereich wurde im 2. Jahrhundert vergrößert, spätestens in der ersten Hälfte des 3. Jahrhunderts wurde das Heiligtum jedoch aufgegeben. Das Fanum befand sich an der gleichen Römerstraße wie der Tempel von Berthouville (Canetum). Die Tempel lagen nur etwa 3 Kilometer voneinander entfernt und waren über 150 Jahre lang gleichzeitig in Gebrauch.
Alte Ortsbezeichnungen von Hecmanville waren Heuguemanville (in einer Urkunde von 1331), Heucquemanville (1400–1402 in Urkunden in Bernay) und Heuquemaville (in einer Urkunde von 1260). Der Ortsnamenszusatz -ville ist vom lateinischen Villa für ‚Bauernhof‘ abgeleitet. Während der erste Teil des Ortsnamens wahrscheinlich ein Kompositum des altnordischen Namens Helgi und dem ebenfalls altnordischen Wort maðr (deutsch: ‚Mann‘) ist. Der Ortsname würde dann etwa „Bauernhof des Mannes Helgi“ bedeuten.
Die ersten Seigneurs von Hecmanville waren nach der Gemeinde benannt. Im 17. Jahrhundert wechselte das Lehen Hecmanville mehrmals den Besitzer. Am 6. November 1699 wurde Jacques III. Bulteau als Seigneur von Franqueville, Beaumont-le-Roger und Hecmanville urkundlich erwähnt, er war Beamter am Parlement de Normandie in Rouen. Seine Tochter und Erbin heiratete Pierre-Jean Grossin († 1772), der ebenfalls Beamter am Parlement de Normandie war. Comte Louis-Jacques Grossin († 1838) wurde 1791 durch die Französische Revolution (1789–1799) zur Auswanderung gezwungen. Nach der Rückkehr Ludwigs XVIII. kehrte er ebenfalls zurück und wurde Mitglied der Abgeordnetenkammer.

### Einwohnerentwicklung
| Jahr      | 1793 | 1806 | 1866 | 1911 | 1921 | 1936 | 1946 | 1975 | 1982 | 1990 | 2006 |
| --------- | ---- | ---- | ---- | ---- | ---- | ---- | ---- | ---- | ---- | ---- | ---- |
| Einwohner | 306  | 340  | 192  | 112  | 81   | 107  | 91   | 58   | 86   | 70   | 104  |

Die Einwohner werden Hecmanvillais genannt. Am meisten Einwohner hatte die Gemeinde 1806 (340), danach sank die Einwohnerzahl bis 1975 (58).

## Sehenswürdigkeiten

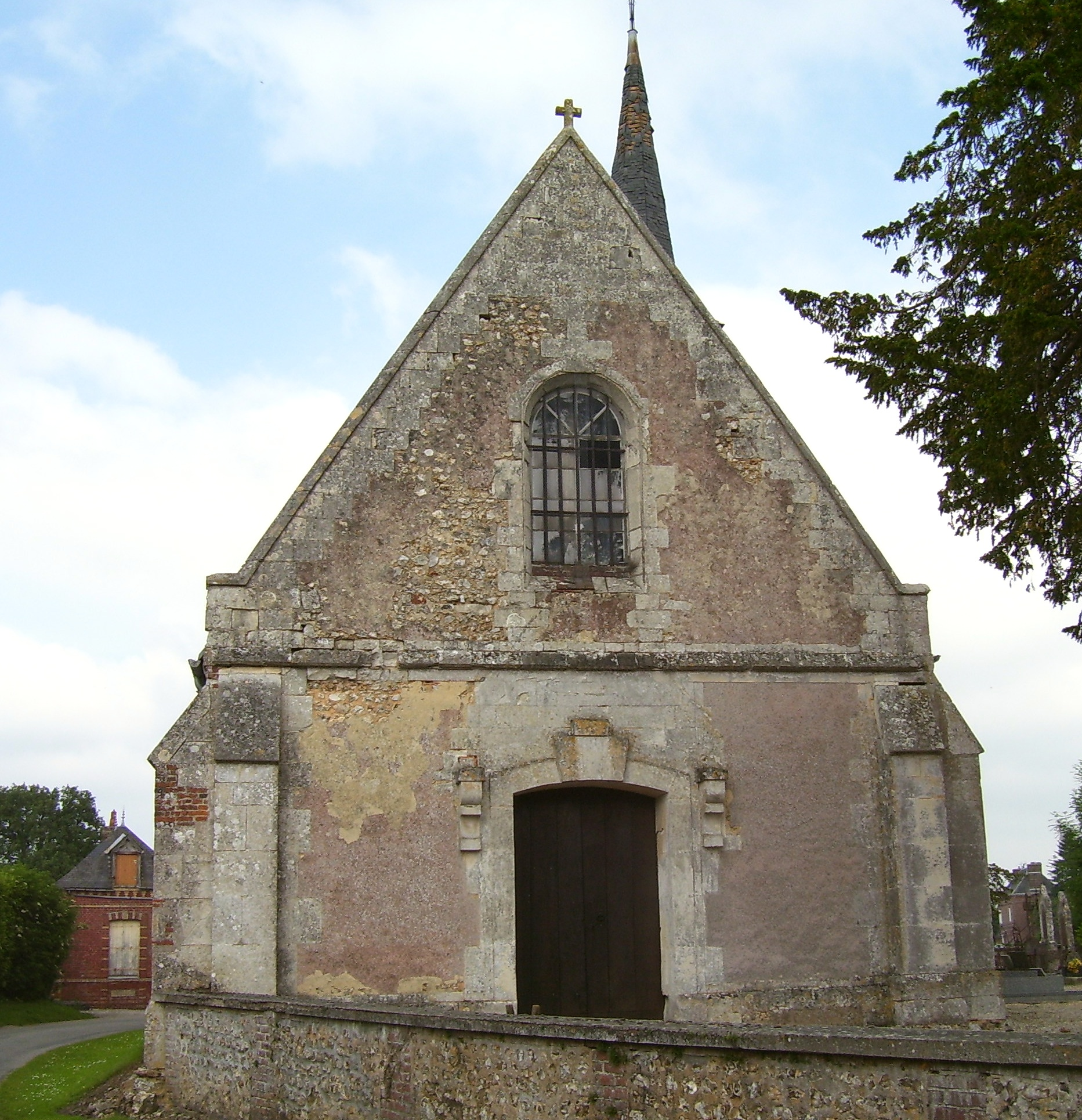
Kirche Saint-Just

Die Kirche Saint-Just ist zur Zeit der Romanik erbaut worden. Ihr Schutzpatron ist Justus. Das Kirchenpatronat gehörte ursprünglich dem König, da Franqueville eine freie Ortschaft war. Nach Einträgen im Urbar des Bistums Lisieux gehörte die Kirche später dem jeweiligen Seigneur. Die Kirche wurde im 16. Jahrhundert umgebaut und im 18. Jahrhundert restauriert. Das Kirchenschiff wurde ursprünglich aus dunklem Hornstein und helleren Steinen gebaut, die als Schachbrettmuster angeordnet waren. Eins der Kirchenfenster stammt aus dem 13. Jahrhundert. Der Friedhof liegt an der Kirche, auf ihm stehen zwei große Eiben.
In der Kirche befindet sich ein silberner Becher, der gegen Ende des 18. Jahrhunderts hergestellt wurde. Er ist als Monument historique (‚historisches Denkmal‘) klassifiziert. Außerdem sind noch Teile der Litre funéraire (Trauerband) erhalten geblieben. Dabei handelt es sich um Zeichnungen von Wappen, die meist nach dem Tod hochgestellter Persönlichkeiten zu deren Andenken in oder an Kirchen gemalt wurden. Das schwarze Band ist zwar verschwunden, aber acht relativ gut erhaltene Wappen sind noch sichtbar. Es handelt sich um ovale Wappen aus dem 18. Jahrhundert, sie lassen sich Jacques Bulteau, Marie Bulteau und Pierre-Jean Grossin zuordnen.

## Wirtschaft
Im 19. Jahrhundert gab es eine Wäscherei in Hecmanville. Heute ist der bedeutendste Erwerbszweig die Landwirtschaft. Auf dem Gemeindegebiet gelten kontrollierte Herkunftsbezeichnungen (AOC) für Calvados und Pommeau (Pommeau de Normandie) sowie geschützte geographische Angaben (IGP) für Schweinefleisch (Porc de Normandie), Geflügel (Volailles de Normandie) und Cidre (Cidre de Normandie und Cidre normand).